# آلن کیمبل
آلن کیمبل (انگلیسی: Alan Kimble؛ زادهٔ ۶ اوت ۱۹۶۶) بازیکن فوتبال اهل بریتانیا است.
از باشگاه‌هایی که در آن بازی کرده‌است می‌توان به باشگاه فوتبال چارلتون اتلتیک، باشگاه فوتبال کمبریج یونایتد، باشگاه فوتبال پیتربورو یونایتد، باشگاه فوتبال لوتون تاون، باشگاه فوتبال ویمبلدون، باشگاه فوتبال اکستر سیتی، باشگاه فوتبال داگنم و ردبریج، و باشگاه فوتبال هیبریج اشاره کرد.